# みつ蜂 (フランソワ・シューベルト)
みつ蜂（L'Abeille）は、フランソワ・シューベルト作曲の曲。単に蜂とも表現されている。

## 概要
1856年に出版されたヴァイオリンとピアノのための作品集『12のバガテル 作品13』の中の1曲である。
フランソワ・シューベルトの作品の中では唯一この作品だけがしばしば演奏され、この作品によってのみ後世に名を残している。
編曲版はアウグスト・ウィルヘルミが有名。

## 楽器構成
原曲版ではピアノとヴァイオリンを使用するが、編曲版ではピアノを使用しないものも存在する。

## 曲
短調。蜜蜂が飛び回る様子を音楽にしたと言われている。